# Sphaerodactylus microlepis
Sphaerodactylus microlepis — вид геконоподібних ящірок родини Sphaerodactylidae. Ендемік Сент-Люсії.

## Опис
Довжина Sphaerodactylus microlepis (без врахування хвоста) становить 34 мм. Верхня частина тіла світло-коричнева або сіра, поцяткована 6-7 темними смугами, у дорослих особин вони менш виражені. Хвіст яскраво-рожевий або блідо-оранжевий, поцяткований темними смугами. Нижня частина тіла біла або жовта, від підборіддя до горло або грудей ідуть темні смуги. Верхня частина голови світло-коричнева або жовта, від очей ідуть темні смуги, які об'єднуються на шиї.

## Підвиди
Виділяють два підвиди:
- Sphaerodactylus microlepis thomasi Schwartz, 1965 — острови Марія;
- Sphaerodactylus microlepis microlepis Reinhardt & Lütken, 1862 — острів Сент-Люсія.

## Поширення і екологія
Sphaerodactylus microlepis живуть в сухих і вологих тропічних лісах, в кокколобових заростях та на плантаціях, серед опалого листя та під камінням. Зустрічаються на висоті до 635 м над рівнем моря. Живляться дрібними безхребетними, відкладають яйця.

## Збереження
МСОП класифікує стан збереження цього виду як близький до загрозливого. Sphaerodactylus microlepis загрожує хижацтво з боку інтродукованих видів ссавців.